# Hochpustertaler
Il Hochpustertaler (tradotto in italiano, formaggio alta Pusteria) è un formaggio stagionato a pasta semicruda, che viene prodotto nella zona di Dobbiaco e Villabassa

## Descrizione
Questo formaggio viene prodotto usando latte vaccino intero oppure latte parzialmente scremato.
La Provincia autonoma di Bolzano lo ha fatto includere dal ministero delle politiche agricole alimentari e forestali tra i prodotto agroalimentare tradizionale ed è prodotto a Dobbiaco in Val Pusteria.
Rappresenta una produzione tipica della latteria di Dobbiaco che è stata fondata nel 1883 ed è quindi una delle primissime di tutto l'Alto Adige.
Il formaggio si presenta sotto forma cilindrica, con delle facce piane di 40 cm di diametro e 10 cm di altezza, arrivando a pesare attorno ai 15 kg.
Esso ha la pasta di color bianco, con un'occhiatura fitta, mentre al suo esterno la crosta è di tipo dura. La sua stagionatura dura fino ad otto mesi.